# Ropalopus varini
Ropalopus varini är en skalbaggsart som först beskrevs av Ernest Marie Louis Bedel 1870.  Ropalopus varini ingår i släktet Ropalopus och familjen långhorningar.
Artens utbredningsområde är:
- Frankrike.
- Ukraina.

Inga underarter finns listade i Catalogue of Life.